# Liste der Bodendenkmäler im Forst Kleinschwarzenlohe
Auf dieser Seite sind die Bodendenkmäler in dem mittelfränkischen gemeindefreien Gebiet Forst Kleinschwarzenlohe zusammengestellt. Diese Tabelle ist eine Teilliste der Liste der Bodendenkmäler in Bayern. Grundlage ist die Bayerische Denkmalliste, die auf Basis des Bayerischen Denkmalschutzgesetzes vom 1. Oktober 1973 erstmals erstellt wurde und seither durch das Bayerische Landesamt für Denkmalpflege geführt wird. Die folgenden Angaben ersetzen nicht die rechtsverbindliche Auskunft der Denkmalschutzbehörde.

| Lage                                | Objekt                                                            | Akten-Nr.     | Bild |
| ----------------------------------- | ----------------------------------------------------------------- | ------------- | ---- |
| Forst Kleinschwarzenlohe (Standort) | Erdbauten des Ludwig-Donau-Main-Kanals (1836-45).                 | D-5-6632-0169 |      |
| Forst Kleinschwarzenlohe (Standort) | Mittelalterlicher oder frühneuzeitlicher Vogelherd.               | D-5-6632-0194 |      |
| Forst Kleinschwarzenlohe (Standort) | Mittelalterliches und frühneuzeitliches Steinbruchareal Wernloch. | D-5-6632-0183 |      |
| Forst Kleinschwarzenlohe (Standort) | Gauchsbach-Leitgraben des Ludwig-Donau-Main-Kanals (1836-45).     | D-5-6633-0196 |      |